# Halechiniscinae
Halechiniscinae – podrodzina niesporczaków z rzędu Arthrotardigrada i rodziny Halechiniscidae.
Niesporczaki te odznaczają się najczęściej kompletnym zestawem przydatek głowowych. Ich odnóża mają walcowate golenie i drobne stopy pozbawione pedunculusów i zakończone pazurkami, które są albo proste albo wyposażone w ostrogę położoną grzbietowo. Czwarta para odnóży zaopatrzona jest w krótki, nierozgałęziony narząd zmysłowy, oznaczony P4. Drugorzędowe clavae obecne są w formie szczątkowej.
Zalicza się tu dwa rodzaje:
- Chrysoarctus Renaud-Mornant, 1984
- Halechiniscus Richters, 1908